# رود بورتون
رود بورتون (بالإنجليزية: Rod Burton)‏ هو ملحن بريطاني، ولد في 1948.

## وصلات خارجية
- رود بورتون على موقع IMDb (الإنجليزية)
- رود بورتون على موقع ديسكوغز (الإنجليزية)